# フィル・ソーナリー
フィル・ソーナリー（Phil Thornalley、1960年1月5日 - ）は、イギリス出身の歌手、ソングライター、音楽プロデューサー。元ザ・キュアーのベース（1983年 - 1984年）、元ジョニー・ヘイツ・ジャズのボーカル（1988年 - 1992年）。

## 略歴
- ザ・キュアー - 元ベース
- ジョニー・ヘイツ・ジャズ - 元ボーカル

## ディスコグラフィ

### スタジオ・アルバム
- Swamp (1988年、MCA)

### シングル
- "So This Is Love" (1983年、Riva)
- "Love Me Like A Rock" (1988年、MCA)
- "Listen" (1989年、MCA)